# Saint-Victor (Quebec)
Saint-Victor es un municipio canadiense situado en la provincia de Quebec.

## Superficie
Saint-Victor tiene una superficie de 120,45 km².

## Demografía
En 2021, tenía 2313 habitantes, una densidad poblacional de 19,2 hab./km², y 1198 viviendas.